# Arvajhėėr
Arvajhėėr (in mongolo Арвайхээр) è una città della Mongolia, capoluogo della provincia del Ôvôrhangaj, e si trova nell'omonimo distretto (sum) di Arvajhėėr. Aveva, al censimento del 2000, una popolazione di 19.058 abitanti.